# Cracòvia
|  | No s'ha de confondre amb el programa d'humor de TV3 Crackòvia.. |

Cracòvia o Kraków en polonès ( ? i  escolteu-ne la pronunciació en polonès) és la capital del voivodat de la Petita Polònia (Województwo Małopolskie) i la segona ciutat més important de Polònia després de la capital, Varsòvia. L'any 2014 tenia 761.873 habitants (els cracovians). El centre històric de Cracòvia està inscrit en la llista del Patrimoni de la Humanitat de la UNESCO des del 1978.
Situada a la riba del riu Vístula, la ciutat fou construïda als peus de la fortalesa eslàvica de Wawel.
Cracòvia tradicionalment ha estat un dels centres científics, culturals i artístics de l'estat. Temps enrere fou la capital nacional, i molts la consideren encara el cor de Polònia, a causa de la seva història de més de mil anys. La ciutat és també un important centre de turisme local i internacional, amb més de set milions (2005) de visitants anuals.

## Etimologia

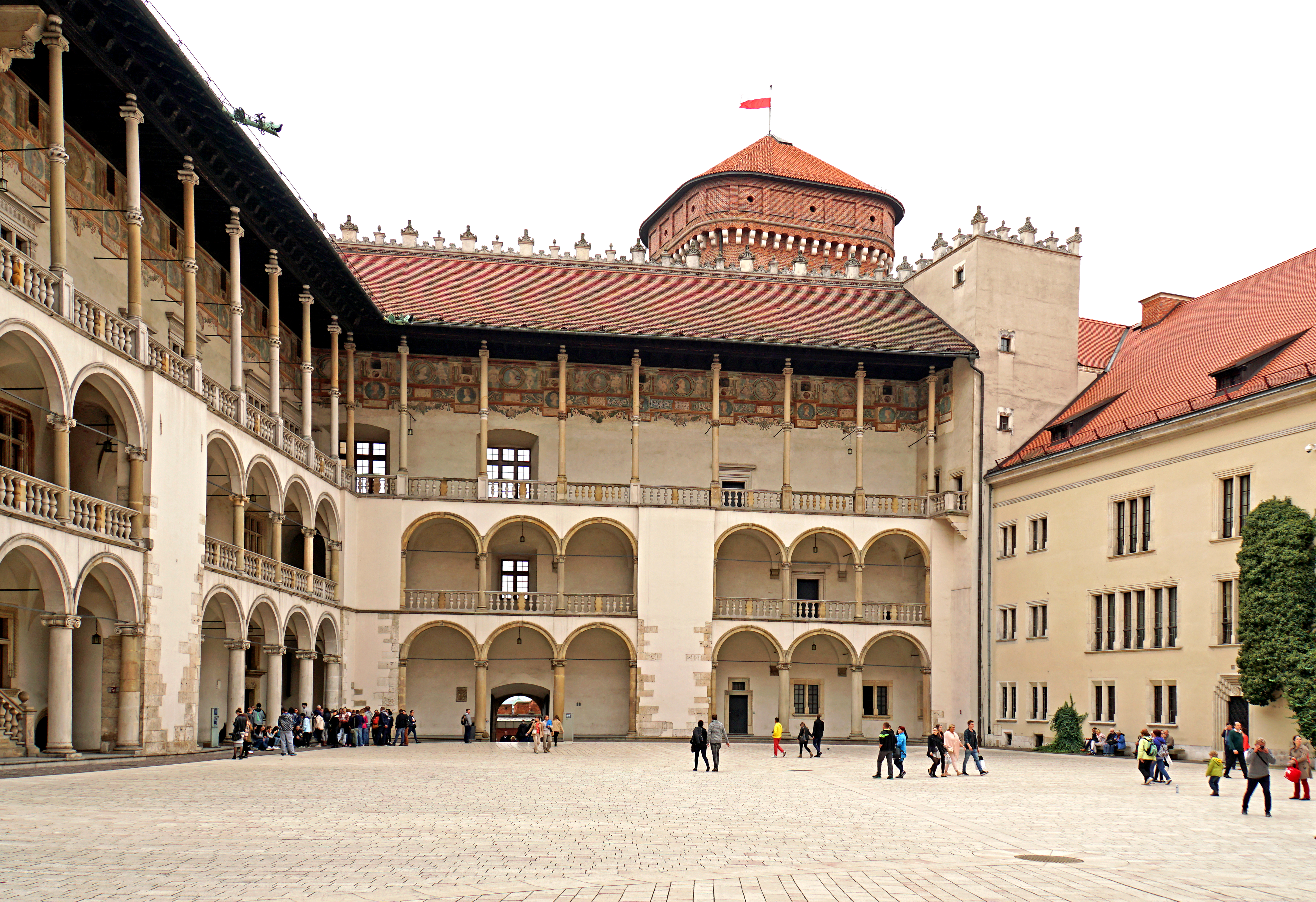
Pati del castell de Wawel

Segons la tradició, el nom de Kraków derivaria de Krakus (Krak, Grakch), el llegendari fundador de Kraków i governant de la tribu dels lequites. En polonès, Kraków és un possessiu arcaic de Krak i essencialment significa 'de (la ciutat de) Krak'. El nom de Krakus deriva de "krakula", un mot protoeslau, és a dir, el personal d'un jutge, o una paraula protoeslava, "Krak", que significa 'roure', antigament un arbre sagrat, més sovint associat amb el concepte de la genealogia. La primera menció al príncep Krakus (llavors escrit com a Grakch) es remunta al 1190, tot i que la ciutat ja existia en una data tan primerenca com el segle vii, habitada per la tribu dels vistulans. El nom oficial complet de la ciutat és Stołeczne Królewskie Miasto Kraków, o 'ciutat capital reial de Kraków'.

## Història

### Edat mitjana
El primer assentament conegut a Cracòvia s'establia al turó de Wawel al segle iv.
La història de Cracòvia comença abans de la creació de l'estat polonès en tant que capital del poble vístula. Segons la llegenda, la ciutat fou fundada pel cap d'aquest poble, Krak, sobre el turó de Wawel damunt l'antre d'un drac. Els primers escrits històrics parlen d'un poble eslau que s'instal·lava sobre les vores del Vístula al segle viii, on es batejava el príncep dels vistulans. Aleshores Cracòvia pertanyia a la Gran Moràvia.
La primera menció del nom data de 966, esmentat per Abraham ben Jacob com a centre comercial notable.
Quan la Gran Moràvia és destruïda pels hongaresos, Cracòvia passa a ser una de les ciutats administrades pels reis de Bohèmia. Al final del segle x, Cracòvia és un centre de comerç i d'intercanvis important, però és conquerida per Boleslau I Chrobry i entra al domini de la dinastia Piast. S'hi edifiquen els primers monuments de pedra en aquesta època: un castell, esglésies romàniques (de Sant Fèlix i Sant Aduakt), una catedral i una basílica.

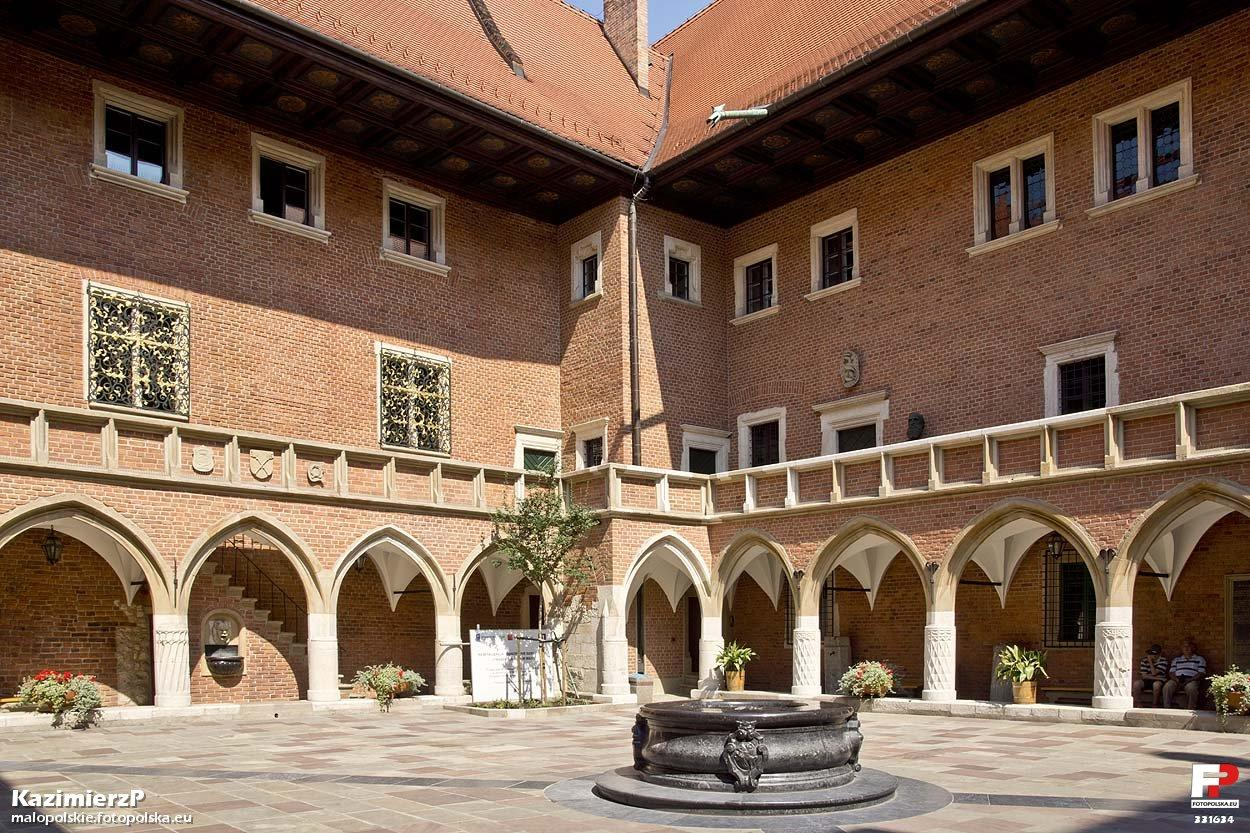
Pati de la Universitat Jagelló

El 1038, Cracòvia esdevé la capital de Polònia. A partir del 1072, sant Estanislau, patró de Polònia, és el bisbe de la ciutat. 200 anys més tard, la ciutat fou gairebé destruïda per les invasions tàrtares. El 1257 es reconstrueix la que actualment seria la Ciutat Vella. Sota el regnat de Segimon de Luxemburg, es fa membre de la Lliga Hanseàtica. Els anys 1259 i 1287 torna a ser destruïda, aquesta vegada pels mongols.
Des del 1150, hi ha una escola de llatí sota la direcció del bisbat de Cracòvia i Casimir III de Polònia (Casimir el Gran) hi funda el 1364 la Universitat Jagelló (la segona universitat més antiga d'Europa central després de la de Praga).
El 1308, la rebel·lió dels ciutadans germanòfons de Cracòvia és aturada pel rei de Polònia, que perd Gdańsk, annexada per l'Orde dels Cavallers teutònics. Aquests ciutadans germanòfons amaguen les seves ambicions polítiques i intenten «polonitzar-se» al més ràpidament possible, aprenent polonès.
La ciutat entra en un període d'esplendor sota el regnat de la dinastia lituana Jagelló (1386 - 1572) que mantenia bones relacions amb els Habsburg. Capital d'un estat poderós, es fa un centre bulliciós de les arts i les ciències, admirada pels estrangers i pels poetes. D'aquesta època daten nombrosos monuments i obres artístiques del Renaixement.
El 1475, el duc Jordi el Ric de Baviera demana la mà d'Hedwig, filla de Casimir IV Jagelló i d'Elisabet d'Habsburg. Després d'un viatge de 2 mesos, Hedwig arriba a Landshut i contrau matrimoni en una gran celebració (Landshuter Hochzeit).

### Renaixement
El 1468, l'humanista i poeta llorejat de l'imperi Conrad Celtes funda la Sodalitas Litterarum Vistulana, una societat de savis basada en el model de les acadèmies romanes. L'any següent l'escultor Veit Stoss de Nuremberg aporta un gran tríptic a l'altar de l'església de Nostra Senyora. Acabarà també el sarcòfag de marbre de Casimir IV. Nombrosos artistes (Francesco Florentino, Bartholommeo Berecci, Santi Gucci, Mateo Gucci, Bernardo Morando, Giovanni Baptista di Quadro, etc.) treballaven a Cracòvia. Abans del 1500, Haller estableix la primera premsa d'impremta a la ciutat.
Nicolau Copèrnic estudià a la Universitat de Cracòvia (1491-1494).

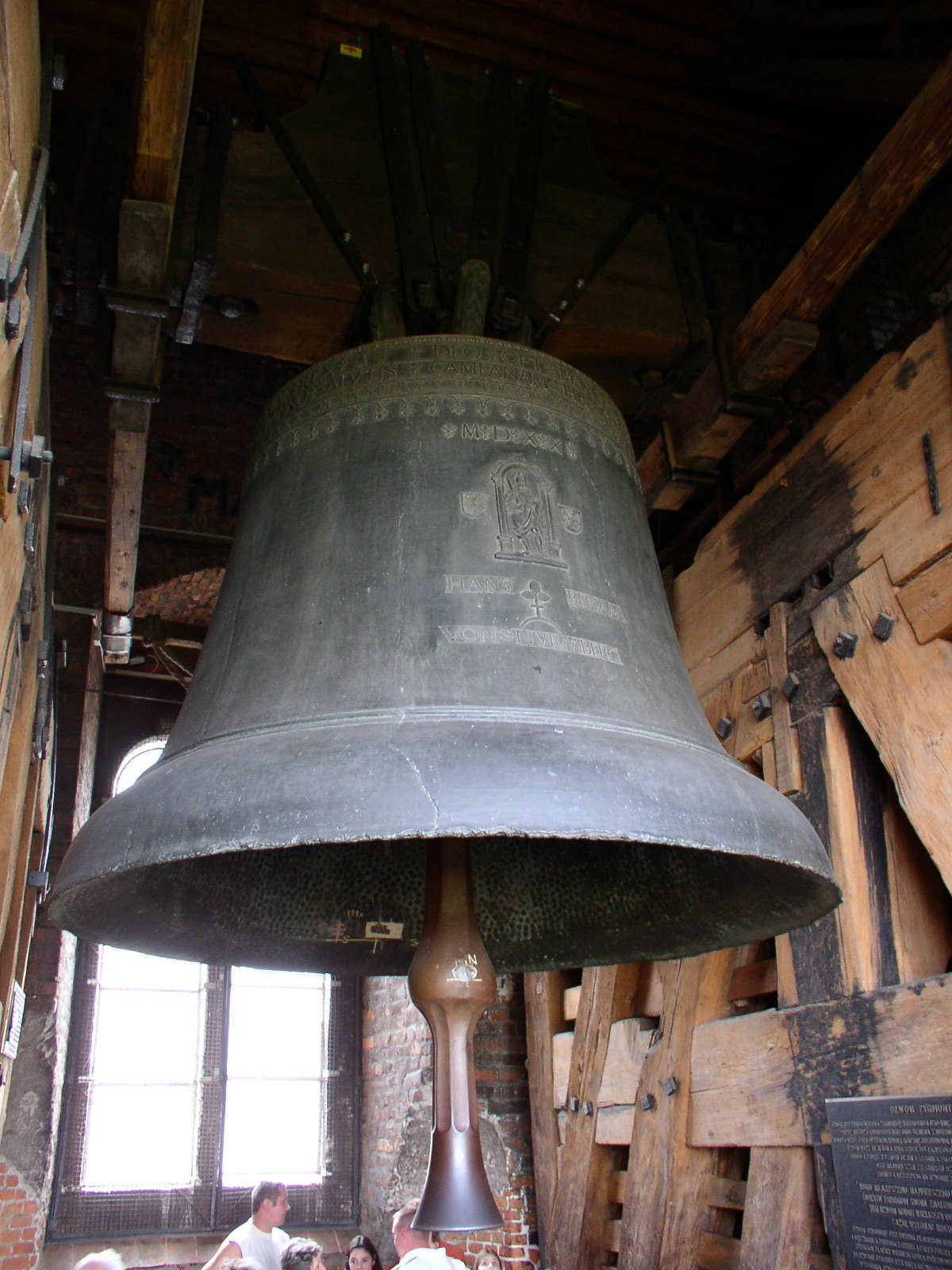
Campana de Segimon

El 1505, el Balthasar Behem Codex, amb el nom del canceller de Cracòvia, descriu i reglamenta els estatuts de les corporacions dels ciutadans de llengua alemanya a la ciutat. El 1520, Johann Behem ordena la fabricació de la campana de Segimon que encara avui és la campana més gran de Polònia. En aquesta època, Hans Dürer, el germà més jove d'Albrecht Dürer, pinta a la cort de Segimon I Jagelló. Hans von Kulmbach acaba l'altar de l'església de Sant Joan.

### El declivi
La mort de Segimon II Jagelló el 1572 posa fi a la dinastia Jagelló.
El 1596, el rei Segimon III Vasa transfereix la residència reial a Varsòvia, que ha estat annexada per Polònia (formava part abans del ducat de Masòvia). Cracòvia veu així disminuir la seva influència, encara més debilitada pels pillatges de les invasions sueques i per la pesta que provoca unes 20.000 víctimes.
Polònia s'enfronta als desigs de potència dels seus estats veïns, Prússia i Rússia. Tadeusz Kościuszko llança un últim moviment d'insurrecció des de Cracòvia per intentar mantenir la independència de Polònia, però acaba fracassant i, el 1795, el país és compartit entre Prússia, Rússia i l'Imperi austríac, que hereta Cracòvia (incorporada a la província de Galítsia).
L'any 1809 aporta l'alliberament de Cracòvia, que s'integra al Gran Ducat de Varsòvia. Entre 1815 i 1846, esdevé fins i tot una «ciutat lliure» (Ciutat Lliure de Cracòvia). El 1846, després d'una nova temptativa de rebel·lió, la ciutat torna sota el control de l'Imperi austríac. Després de la Guerra austroprussiana del 1866, Àustria concedeix l'autonomia a la província de Galítsia a canvi de la lleialtat polonesa. Cracòvia és de nou un símbol nacional. Sent els austríacs menys durs que els russos o els prussians, la ciutat es pot obrir i tornar a ser el centre cultural i artístic de Polònia. Alguns pintors cèlebres, escriptors i poetes hi venen treballar: Jan Matejko, Stanislaw Wyspianski, Stanisław Ignacy Witkiewicz, Stanislaw Przybyszewski, Jan Kasprowicz, Juliusz Kossak i Wojciech Kossak. Es converteix així en el principal centre del modernisme polonès.
A Cracòvia i Varsòvia, encara hi ha moviments d'alliberament nacional actius malgrat l'ocupació i les mesures coercitives i descoratjadores preses per les potències ocupants, amb la prohibició de l'ús del polonès.

### Segle XX
En el moment de la Primera Guerra Mundial, les tropes de Cracòvia combaten al costat de les potències centrals amb Alemanya i Àustria per tal d'accedir a la independència. El 1918, s'aconsegueix: Cracòvia i Galítsia passen a formar part de Polònia.
El setembre de 1939, cau a mans dels nazis com la resta de Polònia, i és la capital dels territoris ocupats polonesos. El governador Hans Frank obre camps d'extermini als voltants a Płaszów i Auschwitz. Bé que els ocupants van fer alguns danys, Cracòvia va estar globalment preservada dels bombardeigs i de les destruccions massives, però va patir la pèrdua de nombrosos habitants, sobretot amb la deportació de jueus. Més de 150 professors i científics de la Universitat Jagelló, reunits en una cimera, van ser detinguts i deportats al camp d'extermini de Sachsenhausen, on la majoria van morir. El 18 de gener de 1945 les tropes soviètiques ocupen la ciutat.

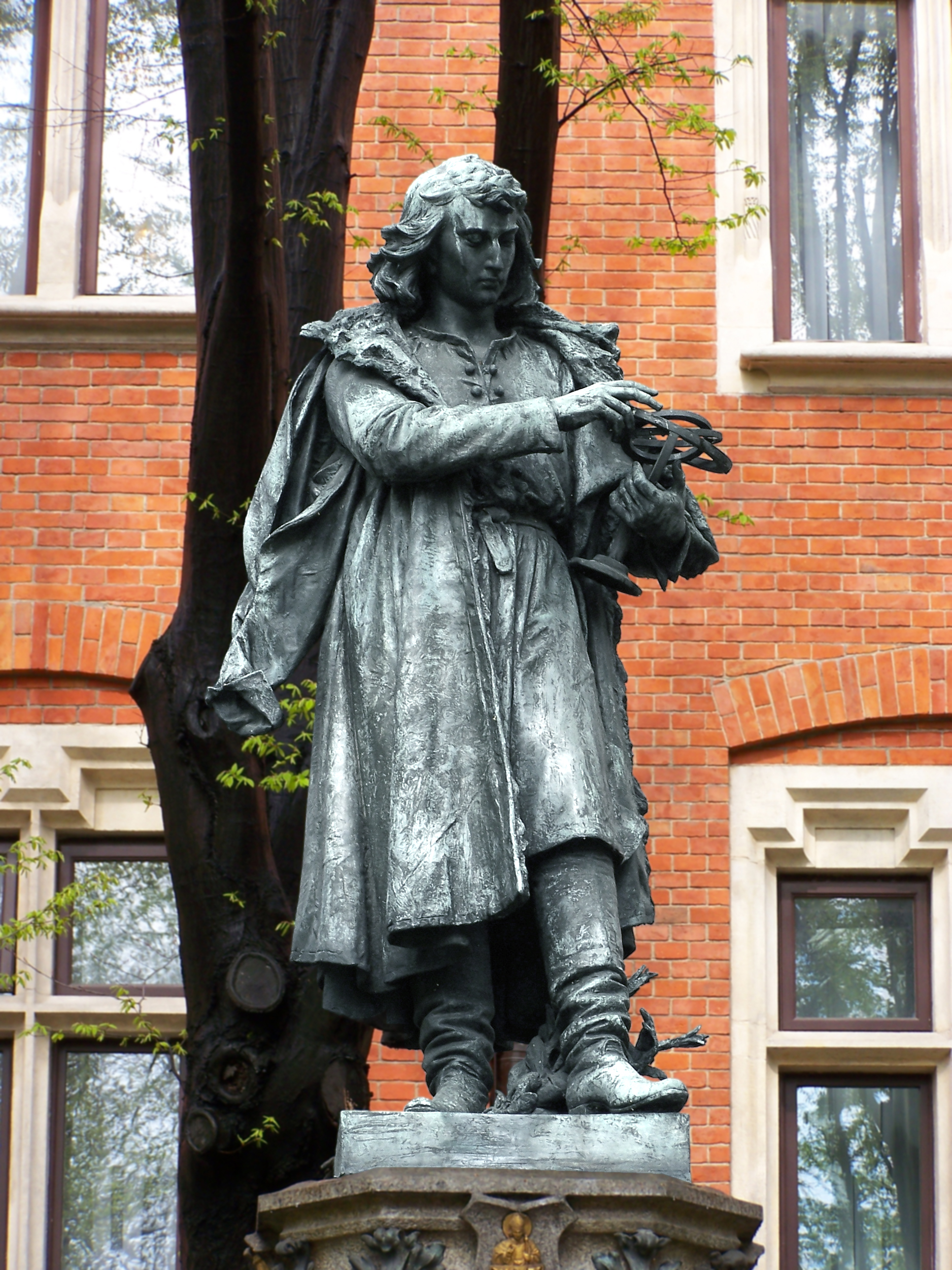
Monument dedicat a Copèrnic

Els esdeveniments específics que envoltaven el gueto jueu a Cracòvia i els camps de concentració pròxims es descriuen a la pel·lícula biogràfica d'Oskar Schindler La llista de Schindler, basada en el llibre de Thomas Keneally titulat l'Arca de Schindler.
Després de la Segona Guerra Mundial, l'URSS intenta disminuir la influència dels cercles artístics i intel·lectuals de Cracòvia per tal de facilitar el passatge de Polònia a un estat socialista. Es crea una nova ciutat veïna, Nowa Huta, on es construeix la major fàbrica de producció d'acer del món en aquell temps (les seves emissions gasoses han malmès el centre històric). L'objectiu era d'atreure treballadors socialistes per contrapesar el pes dels intel·lectuals capitalistes.
Des de la fi de la Segona Guerra Mundial, la població de Cracòvia s'ha quadruplicat i la ciutat ha tornat a ser el centre cultural de Polònia. El 1978, la UNESCO la inscriu en la llista del Patrimoni de la Humanitat.
Fa tres segles, Cracòvia obtenia el títol honorífic de totius Poloniae urbs celeberrima, que reflecteix el caràcter únic i excepcional d'aquesta ciutat, antiga capital de Polònia, ciutat de l'astrònom Nicolau Copèrnic i del papa Joan Pau II.

## Cracòvia jueva

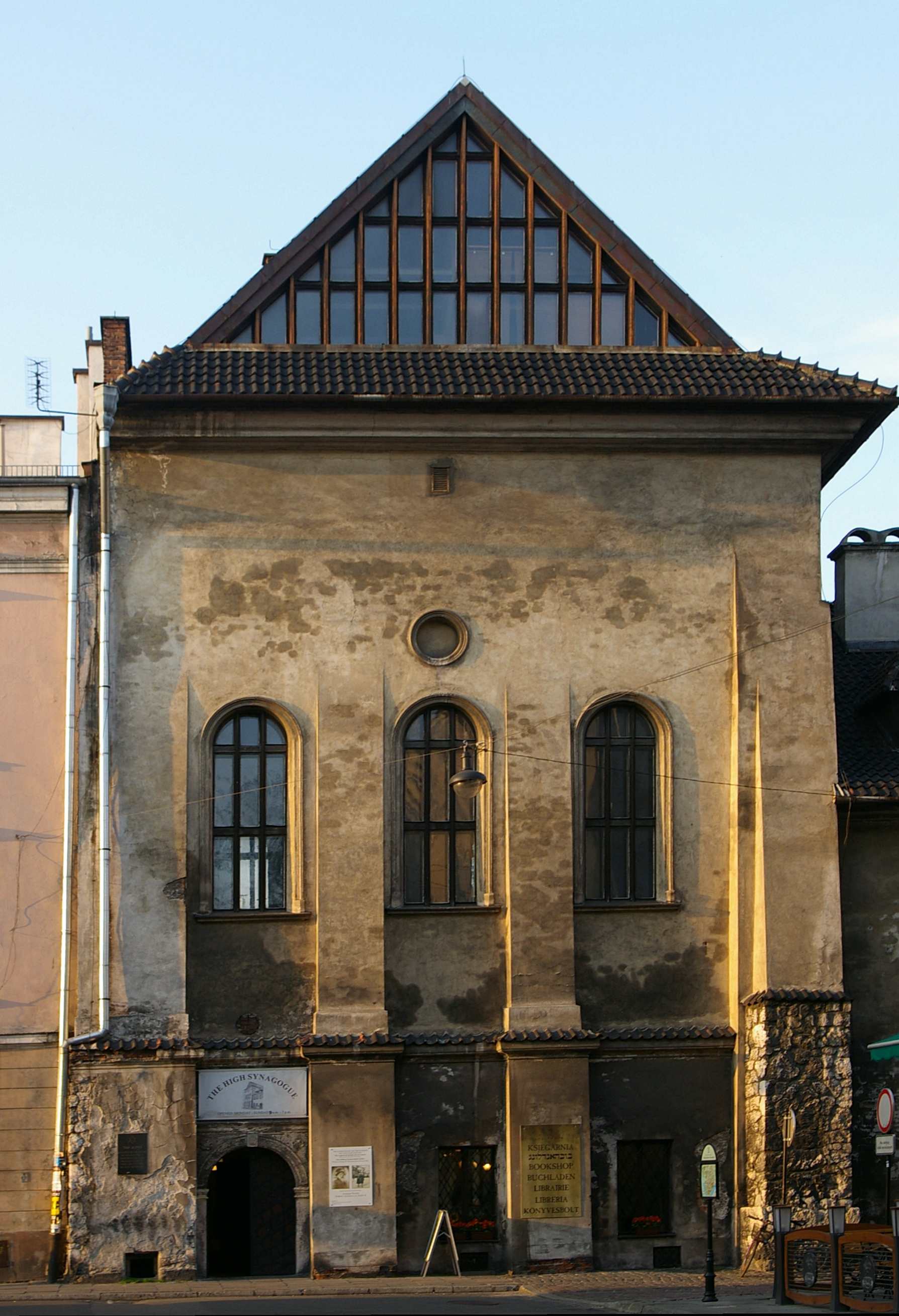
Sinagoga de Wysoka

A semblança de diverses grans ciutats de Polònia, la història de Cracòvia està fortament marcada per la presència d'una important comunitat jueva de la qual els primers rastres es remunten al segle xiii. Beneficiant-se d'una relativa protecció per part de les autoritats locals, els jueus van contribuir a la prosperitat econòmica de la ciutat i al seu enriquiment social amb diverses generacions.
Abans de la Segona Guerra Mundial, es considera que prop d'una quarta part dels habitants de Cracòvia eren jueus, és a dir, una població de 65.000 persones sobre un total de 250.000 habitants aproximadament.
Els jueus residien principalment al barri de Kazimierz, en el qual s'hi trobaven un gran nombre sinagogues, escoles i institucions jueves, així com comerços i llocs comunitaris.
El carrer Szeroka, la sinagoga Remuh i el seu cementiri del segle xvi, les sinagogues Stara, Wysoka, Isaac i Kupa o fins i tot la plaça Nova constitueixen els últims vestigis del que va ser, fa unes desenes d'anys, un dels més eminents lloc de la cultura jueva a l'Europa central.
El 90% dels jueus de Cracòvia van ser assassinats pels nazis entre 1939 i 1945. L'Holocaust va buidar la ciutat dels habitants jueus, que van ser deportats, amb una rara crueltat, als camps de concentració i d'exterminació veïns. 20.000 d'ells van ser temporalment tancats al gueto del barri de Podgorze situat a l'altra banda del riu Vístula.

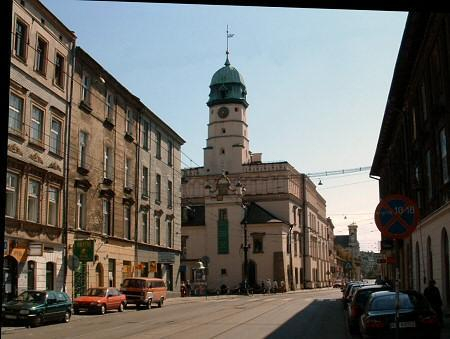
El barri de Kazimierz

Els pocs supervivents van xocar llavors amb la persistència d'un viu antisemitisme, com ho testimonia el pogrom que va tenir lloc l'11 d'agost de 1945 a la ciutat. Van ser igualment víctimes de manipulacions del règim comunista que intentà fer-los assumir la responsabilitat dels seus fracassos durant els anys 1960 i va organitzar processos polítics inics.
Totalment abandonats durant els últims cinquanta anys, el barri de Kazimierz coneix actualment un cert renaixement, principalment tenint com a base l'èxit de la pel·lícula de Steven Spielberg, La llista de Schindler, realitzada en aquest barri. L'obra tracta d'un industrial alemany que salva centenars de vides fent treballar els jueus que tenien una mort segura a la seva fàbrica. Junt amb el farmacèutic del gueto, Tadeusz Pankiewicz, ha rebut el títol de «just entre les nacions» del Memorial Yad Vashem de Jerusalem.
Els turistes visiten ara els llocs del rodatge i hi descobreixen restaurants, cafès i llibreries, i troben en el passat jueu de la ciutat un tema original i un tràgic escenari natural.

## Patrimoni
- Castell de Wawel
- Catedral de Wawel
- Basílica de Santa Maria
- Església de Sant Andreu
- Sinagoga de Kazimierz
- Plaça del Mercat
- Aeroport Internacional Joan Pau II de Cracòvia-Balice
- Berlinka

## Universitats
| - Uniwersytet Jagielloński Arxivat 2021-02-27 a Wayback Machine. - Akademia Górniczo-Hutnicza Arxivat 2020-06-17 a Wayback Machine. - Politechnika Krakowska Arxivat 2013-09-13 a Wayback Machine. - Uniwersytet Ekonomiczny - Akademia Wychowania Fizycznego Arxivat 2020-11-25 a Wayback Machine. - Akademia Muzyczna - Akademia Pedagogiczna - Akademia Sztuk Pieknych - Akademia Rolnicza - Akademia Wychowania Fizycznego - Papieska Akademia Teologiczna - Panstwowa Wyzsza Szkola Teatralna |  | - Krakowska Szkola Wyzsza im. A. Frycza-Modrzewskiego - Krakowska Wyzsza Szkola Promocji Zdrowia - Malopolska Wyzsza Szkola Zawodowa - Wyzsza Pedagogiczna Szkola Zawodowa im. Sw. Rodziny - Wyzsza Szkola Ekonomiï i Informatyki - Wyzsza Szkola Europejska im. Ks. Józefa Tischnera Arxivat 2021-02-04 a Wayback Machine. - Wyzsza Szkola Filozoficzno-Pedagogiczna Ignatianum - Wyzsza Szkola Handlowa - Wyzsza Szkola Ochrony Srodowiska, Turystyki i Rekreacji - Wyzsza Szkola Ubezpieczen - Wyzsza Szkola Zarzadzania i Bankowosci |

## Persones il·lustres
- Józef Hofmann, pianista i compositor.
- Mathias Zieleniewicz, compositor.
- Stefan Banach, matemàtic.
- Roman Ingarden, filòsof i teòric literari.
- Boleslau III de Polònia
- Jan Matejko
- Segimon II August
- Jerzy Stuhr
- Leopold Infeld
- Mirosław Handke

## Administració
| - I. Stare Miasto - II. Grzegórzki - III. Pradnik Czerwony - IV. Pradnik Bialy - V. Lobzów |  | - VI. Bronowice - VII. Bienczyce - VIII. Zwierzyniec - IX. Debniki - X. Lagiewniki |  | - XI. Swoszowice - XII. Wola Duchacka - XIII. Prokocim-Biezanów - XIV. Podgórze - XV. Czyzyny |  | - XVI. Mistrzejowice - XVII. Grebalów - XVIII. Nowa Huta |